# Weinbau in Dänemark

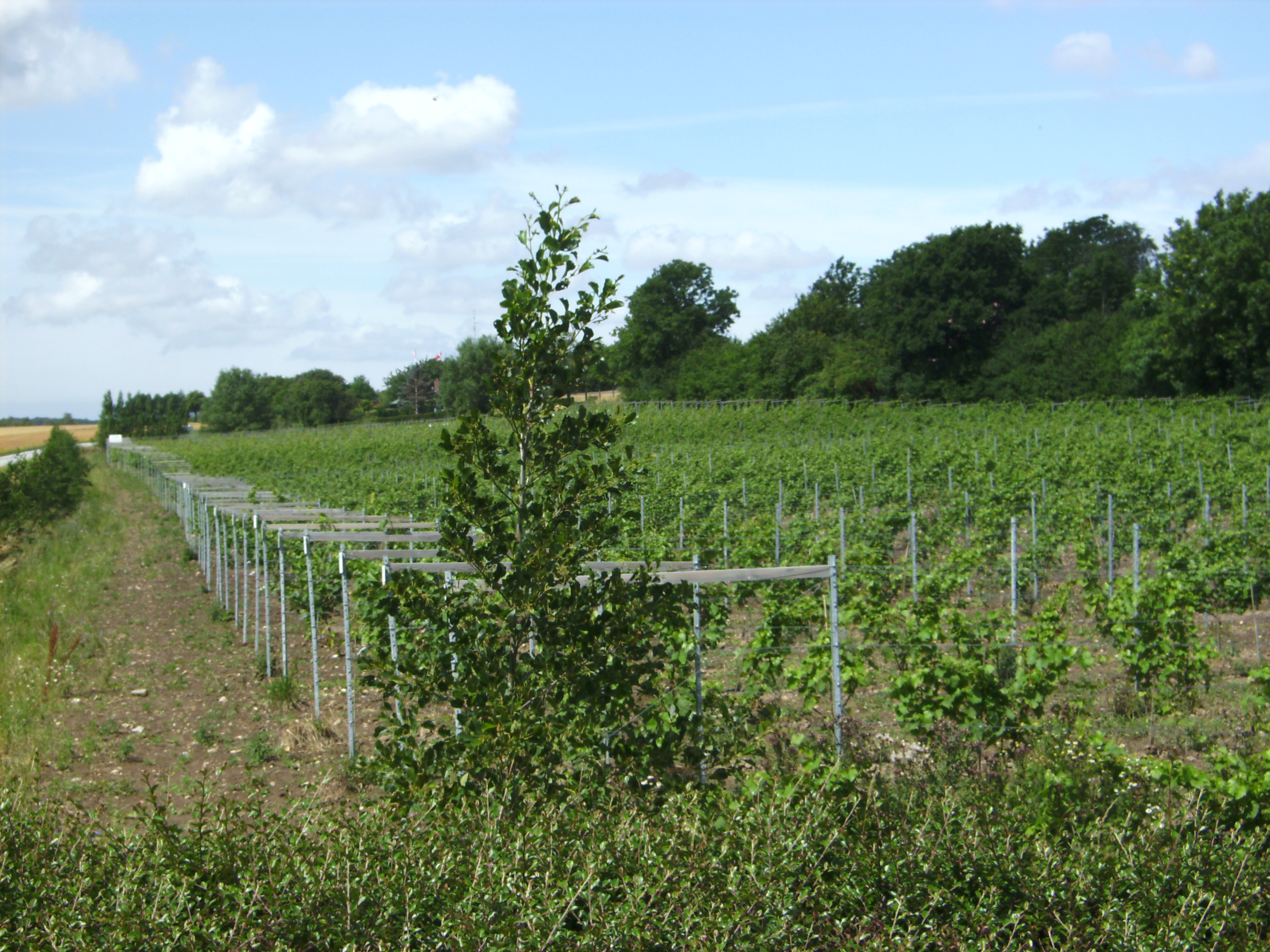
Weinberg in Sløsse auf Lolland

Der Weinbau in Dänemark ist seit August 2000 zu kommerziellen Zwecken gestattet, zuvor fand nur Weinbau für den privaten Gebrauch statt. Bis zum Jahr 2020 stieg die Zahl der Weinberge auf ca. 1000 Güter an, von denen etwa 90 kommerziell betrieben werden.
Es wird zwischen den vier Anbaugebieten Jütland, Fünen, Seeland und Bornholm unterschieden, die jeweils eine geschützte geografische Angabe nach EU-Recht darstellen. Seit 2018 existiert zudem mit „Dons“ eine geschützte Ursprungsbezeichnung für Wein aus dem gleichnamigen Ort in Almind Sogn bei Kolding; dies ist somit die nördlichste Region für Qualitätswein in der Europäischen Union.
Das größte Weingut Dänemarks mit ca. 30.000 Reben ist der Dyrehøj Vingaard in Røsnæs bei Kalundborg. Auf dem Weingut Nygårdsminde Vingård in Brønderslev in Vendsyssel befindet sich die nördlichste kommerziell betriebene Weinproduktion in Dänemark. Weiter nördlich in Jerup befindet sich noch ein Hobbybetrieb mit gut 250 Reben.